# Waunana eberhardi
Espèce
Waunana eberhardi est une espèce d'araignées aranéomorphes de la famille des Pholcidae.

## Distribution
Cette espèce est endémique de Colombie. Elle se rencontre dans les départements de Valle del Cauca et de Nariño.

## Description
Le mâle holotype mesure 2,5 mm.

## Étymologie
Cette espèce est nommée en l'honneur de William G. Eberhard.

## Publication originale
- Huber, 2000 : New World pholcid spiders (Araneae: Pholcidae): A revision at generic level.Bulletin of the American Museum of Natural History, no 254, p. 1-348 (texte intégral) .